# Aciphylla horrida
Aciphylla horrida är en flockblommig växtart som beskrevs av Walter Reginald Brook Oliver. Aciphylla horrida ingår i släktet Aciphylla och familjen flockblommiga växter. Inga underarter finns listade i Catalogue of Life.